# Кузьменко Микола Олександрович
Мико́ла Олекса́ндрович Кузьме́нко (нар. 1 грудня 1921, Бердянськ Запорізька область — пом. 15 жовтня 1973, Рівне) — український поет, педагог, фольклорист.

## Життєпис
Із другого курсу філологічного відділу Дніпропетровського університету був мобІлізований до студентського батальйону і потрапив на фронт. Після тяжкого поранення довго лікувався в госпіталях. Навчання завершив уже після війни — закінчив університет у 1950 році. Відтоді працював у Рівненському педагогічному інституті. Тут же захистив кандидатську дисертацію про творчість Левка Боровиковського.
На його слова композиторами було написано чимало популярних у 60-ті роки пісень. Був керівником обласного літературного об'єднання, яке виховало чимало письменників. Керував літстудією вишу, з якої виросло понад десяток майбутніх членів Національної спілки письменників України. Слугував незаперечним авторитетом для майстрів слова, фольклористів, театрознавців, журналістів.
У зловісні 1970-ті роки, коли почалося масове цькування всього свідомого, самобутнього, талановитого, ректором педінституту призначили секретаря обкому компартії, і у виші розпочалася гонитва на «інакомислячих». Знайшли привід для цькування і Миколи Кузьменка.
Коли в 1973 році доцент Житомирського педагогічного інституту С. Пінчук (згодом відомий письменник і літературознавець) захистив у Львівському університеті ім. І. Франка докторську дисертацію на тему «Слово о полку Ігоревім» та «українська література XIX—XX ст.», тодішній секретар ЦК КПУ з ідеології Маланчук поспішив назвати дисертацію націоналістичною.
Отож була тоді гучна «справа». І до неї несподівано долучили ім'я М. Кузьменка. Адже серед тих небагатьох, хто дав позитивний відгук на дисертацію, був і він. Посипався шквал звинувачень. Не витримавши несправедливих і злих нападок, вразливий і беззахисний Микола Кузьменко покінчив з життям. Ректорат і партком педінституту заборонили студентам та викладачам брати участь у похороні. Однак ті, хто глибоко шанував Миколу Олександровича, хто бачив у ньому свого Вчителя і Друга, таки провели його в останню дорогу.
За життя поета побачила світ єдина його книжка — з поемою про героїзм на війні. М. Кузьменко — автор численних статей в обласній і всеукраїнській пресі на теми фольклористики. Вірші друкував у газетах і колективних збірках.
Учнями Миколи Кузьменка були майбутні поети і прозаїки Євген Шморгун, Микола Береза, Микола Пшеничний, Юрій Береза, Борис Боровець, Петро Велесик, Сергій Мельничук, Володимир Ящук, Василь Лящук, Любов Пшенична, Василь Бойчук, Надія Ярмолюк, Олесь Ундір, Олександр Костюк, Петро Цецик та інші.